# Colonisation bactérienne chronique de l'intestin grêle
La colonisation bactérienne chronique de l'intestin grêle (CBCG), aussi appelé SIBO (pour Small Intestinal Bacterial Overgrowth), consiste en une prolifération excessive et pathologique de bactéries au niveau de l'intestin grêle. Normalement, c'est dans le côlon que se trouve la majorité du microbiote intestinal, soit 1 à 2 kilos de bactéries, selon les individus.
En cas de CBCG, la lumière et la paroi de l'intestin grêle, voire du duodénum, abritent en surnombre bactéries et virus qui en détruisent le mucus protecteur, altèrent profondément l'architecture de la barrière muqueuse intestinale qui doit en assurer l'imperméabilité, perturbent le bon fonctionnement des entérocytes et du système immunitaire sous-jacent (tissu lymphoïde associé au tube digestif ou GALT en anglais). Il s'ensuit une malabsorption progressive de nutriments alimentaires dont se nourrissent les bactéries. S'installe alors un cercle vicieux infectieux, amplifié par les carences nutritionnelles ainsi que par une dysimmunité induite via la stimulation des lymphocytes T régulateurs.

## Synonymes
La CBCG est souvent dénommée (par les médecins et les médias sur l'Internet notamment), par son acronyme anglais : SIBO (pour Small Intestinal Bacterial Overgrowth).
Il n'y a pas de consensus pour la terminologie francophone, qui utilise aussi « Pullulation Bactérienne du grêle », « Surcroissance Bactérienne de l'intestin grêle », « Prolifération Bactérienne Chronique du Grêle » (PBCG).

## Prévalence
Elle est inconnue dans le monde, et encore difficile à déterminer car très sous-diagnostiquée, les médecins y étant peu sensibilisés lors de leurs études, hormis dans les pays anglo-saxons.
De plus les tests de détection produisent beaucoup de faux négatifs, pour des raisons détaillées ci-dessous.
La fréquence de la CBCG augmente avec l'âge.

## Physiopathologie
Les glucides dont les apports alimentaires sont trop importants par rapport à la capacité d'absorption de la muqueuse jéjunale ou dont l'absorption muqueuse est réduite pour quelque raison que ce soit, subissent une fermentation rapide par les bactéries du tractus digestif. Ces bactéries, en recevant suffisamment de substrat nutritif, se multiplient rapidement et se retrouvent en concentration excessive au niveau de l'intestin grêle, voire du duodénum et même parfois de l'estomac. Il y a donc compétition entre la capacité d'absorption muqueuse des glucides et leur fermentation par les bactéries.
Il en résulte une production importante de multiples gaz, dont l'hydrogène, le méthane, le méthylacétate, l'hydrogène sulfureux… par ordre de fréquence. L'hydrogène se dilatant énormément entraîne de gros ballonnements abdominaux, particulièrement désagréables. Escherichia coli, Streptococcus, Lactobacillus, Bacteroides et Enterococcus sont couramment impliqués. Le méthane, quant à lui, donne peu de ballonnement, mais est responsable d'un ralentissement du transit digestif, favorisant les reflux gastro-œsophagiens (RGO) et une constipation terminale,. Une production d'hydrogène sulfureux se reconnait aisément de par son odeur caractéristique d’œuf pourri au niveau de l'haleine à jeun ou lors d'émission de gaz aboraux.
Outre les gaz, les bactéries, en consommant l'excès de glucides alimentaires, produisent de nombreux métabolites en grande quantité, dont des acides gras volatils, encore nommés acides gras à chaîne courte (AGCC) tels qu'acétate, propionate, butyrate... Ces derniers surchargent le foie, y installant stéatose et inflammation chronique. Il y a également la production de D-lactate qui est impliquée notamment dans la symptomatologie du syndrome de la fatigue chronique.
Le lipopolysaccharide (LPS) ou Endotoxine provenant de la paroi des bactéries gram négatif provoque une augmentation de la perméabilité de l'intestin grêle, en venant se fixer sur son récepteur TLR4 (de la famille des Toll-like Receptors ou TLR) situé notamment à la surface des entérocytes. Il s'ensuit une augmentation de la Zonuline, que l'on peut doser aussi bien dans le sang que dans les selles et qui entraîne une dislocation des jonctions serrées entre les entérocytes. Cela a trois conséquences : ouverture du passage para-cellulaire pour de grosses molécules ; diminution des capacités d'absorption du grêle à la suite des altérations du pôle apical des entérocytes avec, d'une part, réduction en hauteur de la bordure brosse et, d'autre part, dépolarisation des transporteurs transmembranaires (il n'y a donc plus ségrégation des phénomènes d'import du contenu luminal à la face apicale et d'export vers les lymphatiques à la face basale) ; les enzymes intestinales, telles la lactase ou la lipase intestinale ne sont plus sécrétées par les cellules altérées, expliquant entre autres l'intolérance au lactose.
Le LPS en passant dans le sang se fixe sur tous les TLR4 qu'il rencontre, notamment sur les monocytes circulants et les macrophages tissulaires, mais également au niveau de toutes les barrières physiologiques du corps, comme la barrière hémato-encéphalique (BHE) interface entre le sang et le cerveau. Le même phénomène se retrouve au niveau de tous les vaisseaux, des muqueuses pulmonaires ou des voies aériennes supérieures, des voies urinaires et génitales, du placenta...
Il s'ensuit notamment : 1) une dys-immunité et des phénomènes inflammatoires par stimulation excessive du système immunitaire sous-muqueux et mésentérique, 2) une surcharge de la détoxification hépatique par les toxines bactériennes et les macromolécules alimentaires non digérées qui prennent la voie de la veine porte, après être passé entre les entérocytes, 3) des carences nutritionnelles par mal-digestion et mal-absorption, 4) un stress oxydant.
Une muqueuse agressée en continu entraîne une immunodépression chronique qui fait le lit des maladies auto-immunes via la production de globules blancs autoréactifs (TH17) et ouvrira la voie au développement de polypes et cancers.
De plus en plus d'études récentes démontrent l'importance des répercussions de toute pathologie gingivale chronique sur de nombreuses pathologies générales. Qu'elle soit due à une prolifération virale ou à une dysbiose bactérienne, voire des deux, toute gingivite ou parodontite doit être traitée avec le plus grand soin et le plus précocement possible.

## Facteurs de risque
| Facteurs de risque de CBCG ou SIBO                    | Facteurs de risque de CBCG ou SIBO |
| ----------------------------------------------------- | --- |
| Facteurs de risques                                   | Causes |
| Achlorhydrie gastrique                                | Traitement au long cours par inhibiteur de la pompe à protons (IPP) Gastrite auto-immune                                                                                   |
| Variations anatomiques de l'intestin grêle avec stase | Syndrome de l'anse afférente après gastro-jéjununo-stomie de Bilroth II Diverticule de l'intestin grêle, Entérite radique Obstructions, syndrome de l'anse borgne          |
| Troubles de la motilité de l'intestin grêle           | Neuropathie diabétique autonome, Sclérodermie Pseudo-obstruction intestinale chronique Diverticule de l'intestin grêle, syndrome de l'intestin irritable                   |
| Fistules gastro-coliques ou colo-entériques           | Maladie de Crohn, Tumeurs malignes Séquelles d'interventions chirurgicales abdominales                                                                                     |
| Divers                                                | SIDA, Pancréatite chronique, Cirrhose du foie Déficit en IgA, Déficit immunitaire commun variable (DICV) Stéatose hépatique non alcoolique, Fibromyalgie, Maladie cœliaque |

Les facteurs de risque incluent la résection intestinale, la chirurgie bariatrique, les troubles de la motilité gastro-intestinale, les désordres du système immunitaire tels que le déficit en IgA sécrétoires, l'utilisation prolongée d' inhibiteurs de la pompe à protons (IPP), l'utilisation récurrente d'antibiotiques, l’infection à Helicobacter pylori, certaines parasitoses, la prise de probiotiques, l’insuffisance pancréatique, les traitements immunosuppresseurs, la radiothérapie et la chimiothérapie, les affections qui affectent la motilité de l'intestin, telles que la sclérodermie, la maladie cœliaque, la maladie de Crohn, et autres maladies inflammatoires chroniques de l'intestin (MICI), l'insuffisance rénale, l'hypothyroïdie, les neuropathies diabétiques ou autres qui atteignent le nerf vague, une consommation excessive de sucres, l’intolérance au gluten, au fructose, au lactose, une mauvaise mastication, un excès de stress…

## Symptômes
Ils varient considérablement en fonction selon la composition de la flore bactérienne de l’intestin grêle, selon sa concentration et selon sa localisation : proximale (gastroduodénale, jéjunale), ou plus distale (au niveau de l'iléon).
Les symptômes comprennent dyspepsie[réf. nécessaire], reflux gastro-œsophagien[réf. nécessaire], ballonnements, flatulences plus ou moins malodorantes suivant la nature des gaz produits, douleurs abdominales, syndrome de l'intestin irritable (SII), diarrhée ou constipation, stéatorrhée, fatigue, "brain-fog" ou esprit embrumé avec lenteur d'idéation et mauvaise mémoire à court terme, céphalées, arthralgies, intolérance au lactose et à d'autres saccharides, intolérances et allergies à diverses protéines alimentaires, syndrome d'intolérance à l'histamine.

## Diagnostic différentiel de CBCG (ou SIBO)
- On suspecte en présence de symptômes tels que ballonnements, douleurs abdominales, diarrhée[36],[37]…
- Existe-t-il des facteurs de risque de présenter une CBCG (ou SIBO) ? (voir le Tableau 1)
- Existe-t-il d'autres causes justifiant les symptômes abdominaux présentées par le patient ? (sont-elles exclues ou traitées de façon optimale ?)
  - MICI (Maladie de Crohn, rectocolite ulcérohémorragique)
  - Maladie cœliaque[38]
  - Pancréatite
- Y a-t-il anémie ou carences en vitamine A, D[39], E, K[40], Vit B12, Fer, hypo-albuminémie[41] ?
- Les tests respiratoires au glucose ou au lactulose sont-ils positifs ? Attention, il faut mesurer non seulement l'hydrogène expiré, mais également le méthane[42], sinon on trouve de nombreux faux négatifs[43].
- Observe-t-on une amélioration des symptômes après traitement Antibiotique, phytothérapique ou adaptation du régime nutritionnel ?

## Comorbidités

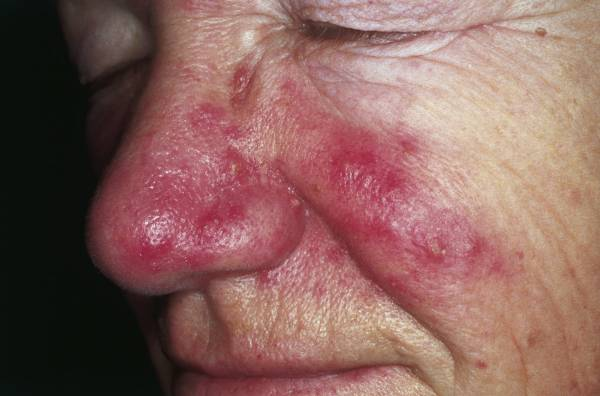
la rosacée est l'une des conséquences possibles d'une Colonisation bactérienne chronique de l'intestin grêle

Une prolifération bactérienne et l'hyperperméabilité intestinales favorisent, entre autres, des maladies cutanées telles qu'acné, rosacée, psoriasis, eczéma, urticaire, photosensibilité, syndrome de l'intestin irritable,, maladies infectieuses et inflammatoires de l’intestin, maladies rhumatismales, hépatites toxiques, pancréatites chroniques, fibromyalgie, syndrome de fatigue chronique(SFC),, sensibilité chimique multiple, anxiété, dépression, hyperactivité, syndrome des jambes sans repos, certaines formes d'autisme[réf. souhaitée], maladie de Parkinson, maladies auto-immunes, polypes et cancers.
Les bactéries méthanogènes (productrices de méthane) consomment du tryptophane, l'acide aminé précurseur de la sérotonine, pouvant ainsi générer un syndrome dépressif. Le méthane, en se combinant à d’autres gaz ou à des acides gras volatils, peut former des composés cycliques capables d'induire des troubles du comportement.
Une infertilité peut découler de l'altération de l'intégrité de la muqueuse utérine et d'une dysfonction ovarienne, concomitantes à une hyperperméabilité digestive. Le nouveau-né hérite en grande partie la flore digestive de sa mère lors de l'accouchement puis lors de l'allaitement (où 30% de la flore sont transmis) et lors des contacts rapprochés. Une bonne flore maternelle est donc indispensable avant la conception, pendant la grossesse et après l'accouchement car une dysbiose intestinale maternelle (via les nombreux métabolites produits) va modifier l'ADN par voie épigénétique ; l'expression des gènes maternels, mais aussi fœtaux (et même des gamètes de ce dernier) est alors modifiée. Trois générations successives au moins sont alors sous l'influence de cette dysbiose.
Une stase gastrique peut générer une constipation terminale à la suite du réflexe reliant vidanges gastrique et rectales. Les tests respiratoires montrent alors une surproduction de gaz à jeun de type méthylacétate (Méthane + Acétate). L’échographie montre un estomac distendu par des gaz et hypotonique avec stase gastro-duodénale. Le reflux duodénal vers l’estomac entraîne des sels biliaires qui irritent la paroi gastrique avant d'être détruits par l’acidité. L’acide acétique va être source de cellulite, de graisse viscérale et de stéatose hépatique, avec développement d'un syndrome métabolique : hypertension, hypercholestérolémie, résistance à l'insuline puis diabète de type 2 et maladies cardio-vasculaires.

## Carences nutritionnelles
Une PBIG sévère peut causer :
- une malabsorption du fer (détourné par les bactéries) entraîne une anémie microcytaire
- une malabsorption de la vitamine B12 peut provenir d'une dégradation de cette vitamine par certaines bactéries de l’intestin grêle, elle entraine une anémie mégaloblastique. Par contre, un excès d'acide folique peut être dû à sa synthèse par les bactéries de l'intestin grêle.
- une malabsorption des lipides (qui fait suite à la déconjugaison des sels biliaires par les enzymes de la flore bactérienne du grêle)[50] (BSH: Bile Salt Hydrolase) ; l'altération fonctionnelle des entérocytes entraîne des carences en acides gras essentiels (tels les oméga 3: EPA et DHA) et en vitamines liposolubles (A, D, E, K), entraînant notamment des neuropathies, des dysfonctionnements immunitaires, des troubles de la coagulation[40], de l'inflammation, un risque d'ostéoporose. Une baisse du taux de vitamine D3 sérique, par blocage de son absorption ou par altération de son activation métabolique hépatique, est un marqueur de l’inflammation digestive chronique et indirectement un marqueur du risque de maladies auto-immunes.
- une malabsorption des protéines menant à la cachexie[51].

## Diagnostic
Depuis les années 1980, il est souvent posé à l'aide d'un test respiratoire,.
Après ingestion de 10 gr de lactulose la machine dose l'hydrogène et le méthane dans l'air expiré, à intervalles réguliers (15, 20 ou 30 minutes) durant 2 heures. On doit assister à une élévation précoce du taux d'hydrogène. Si l'élévation est plus tardive, il s'agit généralement d'une dysbiose colique.
La CBCG peut aussi être diagnostiquée par culture bactérienne, après gastroscopie et aspiration de liquide duodénal, voire mieux, jéjunal. L'examen est plus invasif, avec des faux négatifs en cas d'aspiration trop haute de l'intestin grêle ou en présence de germes anaérobies ne se développant pas dans les milieux de culture utilisés.

## Traitements
Au fil du temps la pullulation microbienne s’installe dans des couches de plus en plus profondes du mucus en formant un biofilm particulièrement résistant qui abrase la muqueuse et dans lequel on retrouve des bactéries à l'état quiescent, donc insensibles à tout traitement, même drastique. La prise en charge pourra donc durer plus d'un an. Au-delà d'une simple action sur les ballonnements ou le transit, il faudra gérer les infections virales chroniques, qu'elles soient buccales ou hépatiques. Pour ce qui concerne la stéatose hépatique, il faudra, avant tout, tenir compte de la stase gastroduodénale.
Il sera donc nécessaire de prendre en charge simultanément la prolifération bactérienne, la stase, qu'elle soit gastrique, duodénale, jéjunale, iléale ou généralisée, l'hyperperméabilité et l'inflammation intestinales, l'optimisation des apports alimentaires et le traitement des carences, l'immunité, la stéatose hépatique, les pathologies sous-jacentes.

### Antibiotiques
Ils constituent encore malheureusement le seul traitement de base pour beaucoup de praticiens. La rifaximine est un antibiotique qui est très peu absorbé par la muqueuse intestinale. En cas de constipation, certains recommandent d'y ajouter la néomycine, cette dernière semblant plus active sur les bactéries méthanogènes et qui est responsable de cette constipation. Malheureusement, la symptomatologie récidive souvent au bout de quelques semaines, ce qui nécessite de réitérer régulièrement le traitement antibiotique, ce qui n'est pas anodin. Cependant, une étude comparant deux formulations à base de plantes ou d'un mélange d'huiles essentielles par rapport au traitement antibiotique standard a démontré que les herbes avaient un effet égal ou supérieur à celui des antibiotiques.

### Huiles essentielles (HE)
Notamment des mélanges d'HE peuvent être utilisés par voie orale, tels que : (origan compact + écorce de cannelle + clou de girofle) en cas d'excès de production de méthane, (thym à linalol+ menthe poivrée, + clou de girofle) en présence d'un excès d'hydrogène. Mais, comme toute huile essentielle prise par voie orale, à utiliser en très petite quantité et pour une durée déterminée.

### Prokinétiques
Pour contrer la dysmotilité digestive avec stase gastro-duodénale ou grêle, l'érythromycine, parfois à forte dose (3x 650 mg/jour), est prescrite dans les cas graves tels que la sclérodermie, mais plus souvent à doses nettement plus faible, de l'ordre de 50 mg. Les sels de Magnésium sont utiles, notamment sous forme de sulfate, ou sel d'Epsom, à raison de 5 gr dilués dans 300 à 500 ml d'eau et additionnés de jus de citron afin de masquer le goût extrêmement amer. Il faut attendre quelques heures pour que le sel soit parfaitement dissout. Cette solution se boit 1 à 2 heures après les repas principaux. L'acide ursodéoxycholique (AUDC) commercialisé sous les noms de Ursochol (cp à 150, 300 voire 500 mg) à raison de 20 mg/kg permet 1° de restaurer les stocks hépatiques en sels biliaires et leur cycle entéro-hépatique, 2° exerce une activité prokinétique sur l'intestin et les voies biliaires, 3° exerce une action bactéricide sur certaines bactéries pathogènes. Les sels de Magnésium et les sels biliaires ayant un effet laxatif, ils sont utiles en cas de constipation opiniâtre, mais leur usage est limité en présence de diarrhée.
Une activité physique ou sportive modérée à intense, pratiquée de façon régulière, permet d'entraîner une hypoglycémie, qui réduit la sécrétion de GLP1 (Glucagon-like peptide-1) au niveau iléal, ce qui accélère le transit grêle.
L'HE de gingembre est active contre la stase gastrique.

### Probiotiques
Ils sont également souvent utilisés, comportant une seule souche bactérienne tel le Lactobacillus casei ou une association de diverses souches.

### Régime alimentaire pauvre en FODMAP
Les FODMAP sont fortement fermentescibles à la suite de leur pauvre absorption naturelle par la muqueuse grêle. Ils favorisent la croissance de nombreuses bactéries. Beaucoup d'entre eux font d'ailleurs partie des prébiotiques.
| Types de sucres  | Sucres ciblés                                                  | Aliments |
| ---------------- | -------------------------------------------------------------- | --- |
| Oligosaccharides | FOS (Fructo-Oligo-Saccharides) GOS (Galacto-Oligo-Saccharides) | Blé, Orge, Seigle, Oignons, Poireau, Ail, Échalote, Artichaut, Betterave, Fenouil, Petits pois, Chicorée, Pistache, Noix de cajou, Légumineuses, Lentilles, Pois chiche |
| Disaccharides    | Lactose                                                        | Lait et dérivés, Fromages frais non fermentés |
| Monosaccharides  | Fructose (Si en excès par rapport au glucose)                  | pomme, Poire, Mangue, Cerise, Pastèque, Asperge, Sucre de table, pois mange-tout, Miel, Sirop de glucose-fructose                                                       |
| Polyols          | Mannitol, Maltitol, Sorbitol, Xylitol                          | Pomme, Poire, Abricot, Cerise, Nectarine, Pêche, Prune, Pastèque, Champignons, Chou-fleur, Chewing-gum et Sucreries                                                     |

### Jeûne intermittent
Un jeûne intermittent, peut être intéressant, notamment celui durant environ 16 heures consécutives, ce qui veut dire manger deux repas distants de 8 h avec éventuellement une collation entre les deux. Souvent, le plus simple et le plus acceptable socialement consiste à manger vers 12 h et 20 h, avec une collation vers 16 h. Mais entre le repas du soir à 20 h et celui du lendemain midi il ne faut rien absorber, solide comme liquide qui puisse servir de nourriture aux bactéries. De l'eau, du café, du thé ou une tisane sont bien sûr permis, à condition de ne pas abuser de sucre et surtout d'éviter tous les édulcorants, qui eux entretiennent la dysbiose. Bien sûr, à condition de respecter la durée de 16 h de jeûne, on peut placer les repas pendant la période de la journée qui semble être la plus propice en fonction des préférences et du mode de vie du patient. Ce jeûne en plus de réduire les apports caloriques, le poids et surtout la masse grasse, il permet d'améliorer la sensibilité à l'insuline tout en affamant les bactéries du grêle et en favorisant le péristaltisme qui les élimine vers le colon.

### Lutte contre la constipation
Ont déjà été mentionnés les sels de magnésium, l'acide ursodéoxycholique, l'activité physique et un apport suffisant en fibres et en eau. À cela il faut ajouter les graines de lin, de chia ou de psyllium (plantain). La flore méthanogène est le plus souvent le responsable de cette constipation terminale. Parfois, il faut avoir recours à des antibiotiques actifs contre cette flore méthanogène. Une alternative est l'utilisation d'huiles essentielles.

### Optimisation des apports alimentaires
Faciliter l'absorption des sucres: mastication suffisante, réduire et fractionner surtout les apports en sucres rapides: une à deux portions de fruits maximum et pris à distance des repas, blanchir les légumes afin d'éliminer les FODMAP en excès, cuire et mixer fruits et légumes.

### Réduction de l’hyperperméabilité intestinale
En restaurant l’intégrité de la muqueuse intestinale grâce au champignon Shiitake et à l'HE de menthe poivrée. Certains champignons tels le pleurote ou le Phellinus linteus sont également conseillés. Il s’agira également de favoriser une meilleure trophicité des cellules de l’intestin grâce à un autre champignon (Hericium erinaceus) et à la spiruline.

### Restitution d'une bonne immunité
Rechercher et traiter les proliférations virales, qu'elles soient buccales ou digestives, grâce à certains champignons (Trametes versicolor).
Doser la vitamine D : des taux sanguins supérieurs à 70 mg/ml sont primordiaux pour une bonne immunité (cancer, maladie auto-immune) et le maintien d'une force musculaire optimale.
Favoriser les graisses riches en oméga-3.

### Lutte contre la stéatose hépatique
Il faut réduire les apports de gluten et éviter l’alcool ; HE de Citron, gingembre et arbre à thé. Utiliser des cholagogues (chardon-marie, Boldo, Berbéris, Chrysantellum) mais seulement après avoir traité la stase gastroduodénale, sinon les toxines sont réabsorbées par la circulation entéro-hépatique.

### Prise en charge des pathologies sous-jacentes
Recherche et traitement d'une hypothyroïdie, même fruste.
Recherche et complémentation des carences éventuelles : Vit ADEK, les vitamines B, Fer, Zinc.
Prendre en charge une neuropathie, qu'elle soit diabétique ou d'autre origine, qui peut toucher le nerf vague.

### Algorithme thérapeutique traditionnel proposé en cas de suspicion de CBCG (SIBO)
Après un diagnostic de CBCG suivant les symptômes caractéristiques présentés par le patient et éventuellement la réalisation d'un test respiratoire à l'hydrogène, un traitement antibiotique est instauré pendant 7 à 10 jours (par exemple Rifaximine 1,650 mg/jour en trois prises).
Si les symptômes disparaissent et qu'un nouveau test respiratoire à l'hydrogène est négatif, le diagnostic de CBCG est confirmé.
Il faudra alors prendre en charge le traitement de la cause sous-jacente (cf. Tableau 1) pour éviter les récidives. Il est notamment utile d'envisager l'arrêt des IPP, voire de supplémenter en HCl, si nécessaire. Parfois, on aura même recours à une intervention chirurgicale pour résoudre un problème mécanique, tel qu'une sténose, une bride, des adhérences, une anse borgne, des diverticules du grêle, etc.
Un traitement nutritionnel voire de la phytothérapie ou des compléments alimentaires seront souvent utiles. Si nécessaire, en présence de stase gastro-duodénale ou grêle marquée, on devra employer des pro-kinétiques. Par exemple sera prescrite de l'Erythromycine à la dose de 50 mg/jour si problème léger, mais à forte dose dans des cas graves tels que la sclérodermie.